# Fabriciana morena
Fabriciana morena är en fjärilsart som beskrevs av Ribbe 1910. Fabriciana morena ingår i släktet Fabriciana och familjen praktfjärilar. Inga underarter finns listade i Catalogue of Life.